# Ferenc Petrovácz
Pour les articles homonymes, voir Petrovácz.
Ferenc Petrovácz, né le 13 janvier 1944 à Baja et mort le 14 août 2020 à Kecskemét, est un tireur sportif hongrois.

## Carrière
Il dispute les épreuves de tir aux Jeux olympiques d'été de 1968 à Mexico, terminant 16e de l'épreuve de tir à la carabine libre à trois positions à 300 mètres et 35e de l'épreuve de tir à la carabine à trois positions à 50 mètres.
Il est  médaillé d'argent de l'épreuve de tir à la carabine à trois positions à 50 mètres aux Championnats d'Europe de tir en 1969 et médaillé de bronze du tir à la carabine à trois positions à 50 mètres par équipe aux Championnats du monde de tir 1974.